# Мишутино (Грязовецкий район)
Мишу́тино — деревня в Грязовецком районе Вологодской области России, на реке Почка.
Входит в состав Перцевского муниципального образования (с 1 января 2006 года по 9 апреля 2009 года входила во Фроловское муниципальное образование), с точки зрения административно-территориального деления — в Жерноковский сельсовет.
Расстояние до районного центра Грязовца по автодороге — 28 км, до центра муниципального образования Слободы по прямой — 24 км. Ближайшие населённые пункты — Дыроватово, Слудки, Старово.
По переписи 2002 года население — 26 человек (10 мужчин, 16 женщин). Всё население — русские.
В деревне родился Герой Советского Союза Николай Серов.